# Wladimir Michailowitsch von Völkner

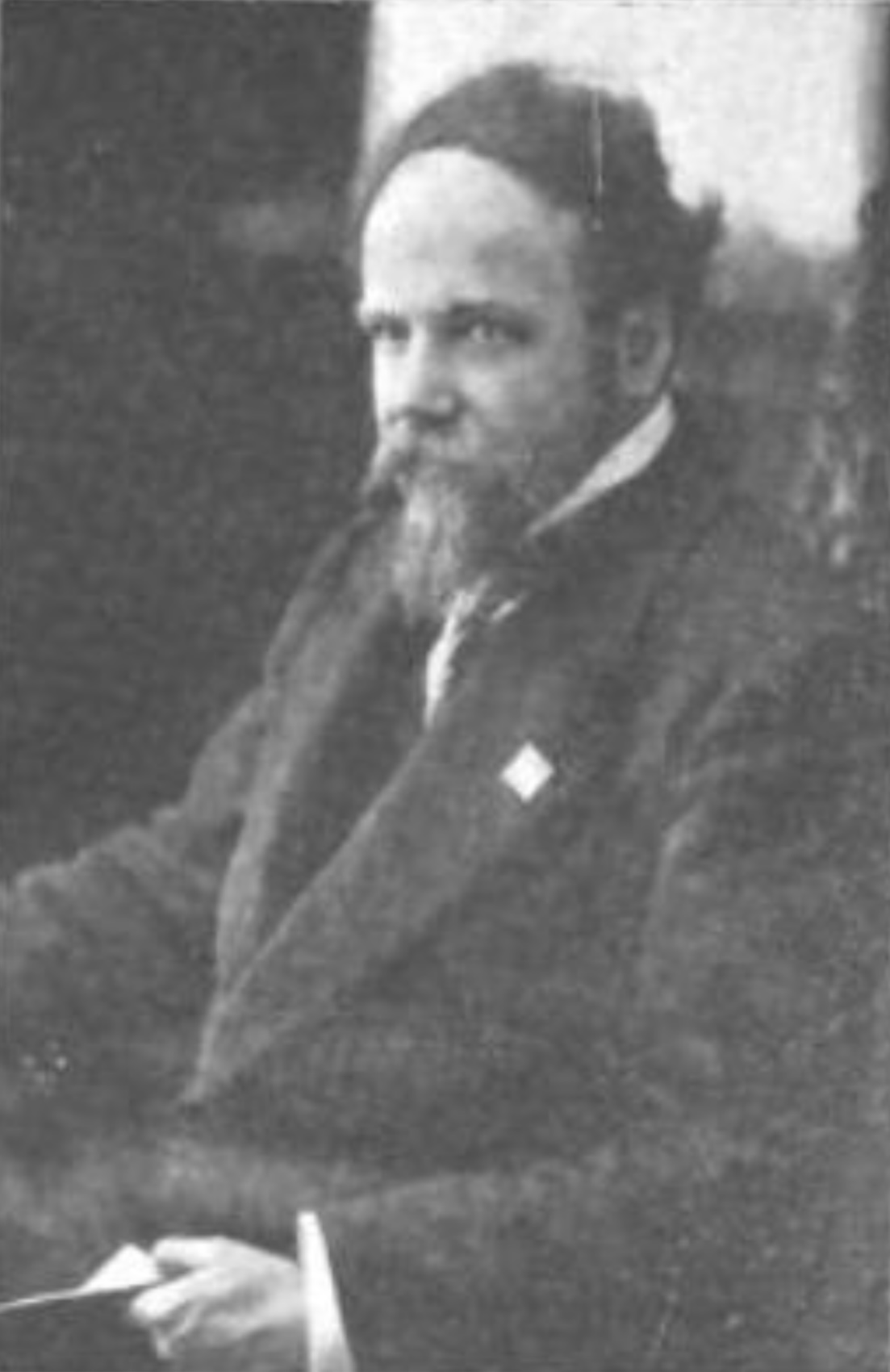
Wladimir Michailowitsch von Völkner

Wladimir Michailowitsch von Völkner (russisch Владимир Михайлович Фелькнер; wiss. Transliteration Vladimir Michajlovič Fel'kner; * 10. Juli 1870 in Warschau, Russisches Kaiserreich; † 13. November 1945 in Gaillard, Frankreich) war ein russischer Finanzbeamter (Wirklicher Staatsrat) und Handelsattaché der russischen Botschaft in Bern. Für seine Veröffentlichungen und internationale  Korrespondenz verwendete er die Namensschreibung Wladimir von Felkner.

## Leben
Völkner wuchs im vom russischen Kaiserreich kontrollierten Kongresspolen als Sohn einer russischen Adelsfamilie auf, die ihre Ursprünge auf den Gelehrten Christian Friedrich von Völkner (1728–1796) aus Halle zurückführt. 1893 schloss er sein Studium an der Universität Warschau ab und trat in den Staatsdienst ein. Seit 1894 war er Beamter des russischen Finanzministeriums und mitbeteiligt an der Organisation der Allrussischen Industrie- und Handwerksausstellung 1896 in Nischni Nowgorod. Von 1898 bis 1908 diente er als Hilfsagent des Finanzministeriums an den russischen Botschaften in Berlin und Wien. Dienstreisen führten ihn darüber hinaus nach Frankreich, Italien und Belgien. Völkner war Generalsekretär der russischen Abteilung für die Weltausstellung Turin 1911. Von 1912 bis 1914 diente er in Frankfurt am Main als Handelsattaché (Handelsagent) des russischen Ministeriums für Handel und Gewerbe. Nach Ausbruch des Ersten Weltkriegs musste Völkner Deutschland verlassen und setzte seine Tätigkeit als Handelsattaché bei der russischen Botschaft in Bern fort.
Völkner unterstützte die Weiße Bewegung und war Mitglied der russischen Finanz- und Wirtschaftskommission unter dem Vorsitz von Fürst Georgi Jewgenjewitsch Lwow.
Völkner wurde 1926 Präsident der Schweizer Abteilung des Russischen historischen Auslandsarchivs (RZIA) und ab 1930 auch Sprecher des Office International Nansen pour les Réfugiés in Genf.

## Familie
Am 30. Juli 1912 heiratete Völkner in Sankt Petersburg die Tochter des Staatsrats und russischen Generalkonsuls von Rijeka Vera Andrejewna Petkovič (1889–1968). Das Ehepaar hatte zwei Töchter:
- Sophia Wladimirowna Walther geb. von Felkner (* 15. Januar 1920 in Lausanne, Schweiz)
- Warwara Wladimirowna von Felkner (* 24. Juni 1922 in Genf, Schweiz; † 15. Dezember 2015 in Gaillard, Frankreich)

## Werke
- Russische Ministerialagenten im Auslande. In: Bernhard Harms (Hrsg.): Weltwirtschaftliches Archiv. Band 1. Gustav Fischer Verlag, Jena 1913, S. 170–171, JSTOR:40408611 (Digitalisat und Volltext).
- La partecipazione della Russia all'esposizione di Torino e lo scambio delle merci fra l'Italia e la Russia (deutsche Rezension von Robert Züblin). In: Bernhard Harms (Hrsg.): Weltwirtschaftliches Archiv. Band 3. Gustav Fischer Verlag, Jena 1914, S. 234–235, JSTOR:40416654 (Digitalisat und Volltext).